# Elisabeth van Oostenrijk (1554-1592)
Elisabeth van Habsburg  (Wenen, 5 juli 1554 — aldaar, 22 januari 1592) was van 1570 tot 1574 koningin van Frankrijk, als echtgenote van koning Karel IX.

## Biografie
Zij werd geboren te Wenen als dochter uit het huwelijk van keizer Maximiliaan II en zijn volle nicht Maria van Spanje (een dochter van keizer Karel V). Zij werd christelijk opgevoed, vooraleer zij in 1570 uitgehuwelijkt werd aan de Franse koning Karel IX. Het huwelijk vond plaats te Sedan op 25 april 1570, ondanks de tegenwerking en de intriges van haar oom Filips II, die intussen met haar oudere zus Anna was getrouwd. Filips had vooral bezwaren wegens de kwalijke reputatie van het huis Valois. Het huwelijk van haar zoon met een katholieke Habsburgse was echter een voltreffer voor de koningin-moeder Catharina de' Medici, die op die manier een tegengewicht wilde forceren tegen de groeiende invloed van de protestanten in Frankrijk. Het huwelijk werd dan ook met veel pracht en praal voltrokken in de basiliek Notre-Dame-d'Espérance van grensstad Mézières, ondanks de precaire situatie van de Franse staatskas.
De jonge koningin, met haar blanke huid, haar lange blonde haren en haar onberispelijke uiterlijk, werd beschouwd als een der knapste vrouwen van haar tijd. Een beschrijving door de kroniekschrijver Pierre de Brantôme en haar portret door François Clouet laten daarover geen twijfel bestaan. Ze was terughoudend, vroom en goedhartig, maar door haar opvoeding in een overbeschermd milieu ook erg naïef en onwetend. Later werd ze op vraag van haar moeder door de Spaanse hofschilder ((Juan Pantoja De la cruz)) geportretteerd. Hierbij draagt ze een gouden juweel met drie traanparels, één zwarte en vier rode edelstenen.
Hoewel er nooit sprake was van echte liefde, konden beide echtgenoten het goed met elkaar vinden. Karel IX besefte dat de talloze schandaaltjes van het Franse hofleven zijn bruid weleens zouden kunnen choqueren en deed, samen met zijn moeder, zijn uiterste best haar daar zo weinig mogelijk bij te betrekken. Elisabeth woonde zelf tweemaal daags de eucharistie bij, en ergerde zich mateloos aan het gebrek aan respect van de Franse hovelingen tegenover de religie. Zij toonde openlijk haar afkeer van het protestantse gedachtegoed, door stelselmatig te weigeren dat hovelingen en politici met protestantse sympathieën haar tijdens begroetingen de hand kusten.
Overigens had zij aan het Franse hof vrijwel geen invloed, want Catharina de' Medici vertoonde nauwelijks enige belangstelling voor haar schoondochter, en dwong haar de aanwezigheid te accepteren van Marie Touchet, reeds voor het huwelijk 's konings maîtresse. Niettemin behandelde de koning haar steeds met respect en tederheid. Zij werd zelfs spoedig zwanger en trok zich terug in de landelijke rust van Fontainebleau, ver van de broeierige, onrustige sfeer van Parijs. Daar was het dat zij in augustus 1572 het vreselijke nieuws van de Bartholomeusnacht vernam. Ondanks haar openlijke afkeer van protestanten keurde zij het bloedbad af, en zij weigerde te geloven in de betrokkenheid van haar echtgenoot en haar schoonmoeder. Korte tijd later werd haar enige kind geboren: een dochtertje, dat de naam Maria Elisabeth (of Maria Isabella) kreeg.
Toen Karel IX in 1574 dodelijk ziek werd en overleed, was Elisabeth, op verzoek van haar schoonmoeder, niet aanwezig bij zijn sterfbed. Verdrietig en verstoten besloot zij het hof te verlaten en niet in te gaan op een voorstel van haar vader om te hertrouwen met Hendrik III, de broer en opvolger van haar overleden echtgenoot.
Wat later verliet zij ook definitief Frankrijk, om terug te keren naar Oostenrijk, bij haar broer Rudolf, die inmiddels keizer geworden was. Bij haar vertrek werd zij niet eens een koninklijk escorte waardig geacht. Haar dochtertje Isabella bleef na haar vertrek achter in het kasteel van Amboise waar ze in 1578, op 5-jarige leeftijd, aan een onbekende kinderziekte zou overlijden, zonder haar moeder ooit nog terug te zien.
Terug in Wenen leidde Elisabeth een leven gewijd aan gebed en naastenliefde. Toen Filips II van Spanje weduwnaar werd (voor de vierde maal!), vroeg hij om haar hand, maar zij weigerde beleefd, omdat zij naar eigen zeggen haar overleden echtgenoot niet ontrouw wilde worden. Van haar inkomen gebruikte zij slechts één derde voor zichzelf: één derde ging naar allerlei kerken en kloosters, en een ander derde naar armenhulp. Toen haar schoonzus Margaretha van Valois in ongenade was gevallen, schonk zij haar uit medelijden de helft van haar vermogen.
In 1581 stichtte zij te Wenen een klooster van Clarissen, waar ze zich terugtrok en, zonder zelf in te treden, tot aan haar dood het strenge leven van een non ging leiden. Toen haar moeder haar dood vernam zou zij uitgeroepen hebben: "El mejor de nosotros es muerto" ("Het beste van ons is gestorven").

## Werken (verloren)
Wij weten dat Elisabeth van Habsburg twee boeken heeft geschreven: 1° Sur la Parole de Dieu en 2° Sur les événements considérables qui advinrent en France (en die zij zelf had meegemaakt). Zij zond de manuscripten naar Margaretha van Valois, waarschijnlijk in de hoop dat zíj ze zou uitgeven. Ze zijn allebei verdwenen zonder één spoor na te laten… een groot verlies voor de Franse geschiedenis. Op het ogenblik dat zij het hof verliet had zij nog de mysterieuze uitspraak gedaan "dat men haar overleden echtgenoot te vroeg uit deze wereld had laten verdwijnen…". Welk geheim heeft zij met zich meegenomen in het graf?

## Kwartierstaat (voorouders)
| Wladislaus II van Hongarije (1456-1514) | Wladislaus II van Hongarije (1456-1514) | Wladislaus II van Hongarije (1456-1514) | Wladislaus II van Hongarije (1456-1514) | Wladislaus II van Hongarije (1456-1514)   | Wladislaus II van Hongarije (1456-1514)   |                                           |                                           | Anna van Foix-Candale (1484-1506)         | Anna van Foix-Candale (1484-1506)         | Anna van Foix-Candale (1484-1506) | Anna van Foix-Candale (1484-1506) | Anna van Foix-Candale (1484-1506) | Anna van Foix-Candale (1484-1506) |                                   |                                   | Filips de Schone (1478-1506)     | Filips de Schone (1478-1506)     | Filips de Schone (1478-1506)     | Filips de Schone (1478-1506)     | Filips de Schone (1478-1506)     | Filips de Schone (1478-1506)     |  |  | Johanna van Castilië (1479-1555)     | Johanna van Castilië (1479-1555)     | Johanna van Castilië (1479-1555)     | Johanna van Castilië (1479-1555)     | Johanna van Castilië (1479-1555)     | Johanna van Castilië (1479-1555)     |                              |                              | Emanuel I van Portugal (1469-1521) | Emanuel I van Portugal (1469-1521) | Emanuel I van Portugal (1469-1521) | Emanuel I van Portugal (1469-1521) | Emanuel I van Portugal (1469-1521) | Emanuel I van Portugal (1469-1521) |                                   |                                   | Maria van Aragon (1482-1517)               | Maria van Aragon (1482-1517)               | Maria van Aragon (1482-1517)               | Maria van Aragon (1482-1517)               | Maria van Aragon (1482-1517)               | Maria van Aragon (1482-1517)               |  |  |                                     |                                     |                                     |                                     |                                     |                                     |
| Wladislaus II van Hongarije (1456-1514) | Wladislaus II van Hongarije (1456-1514) | Wladislaus II van Hongarije (1456-1514) | Wladislaus II van Hongarije (1456-1514) | Wladislaus II van Hongarije (1456-1514)   | Wladislaus II van Hongarije (1456-1514)   |                                           |                                           | Anna van Foix-Candale (1484-1506)         | Anna van Foix-Candale (1484-1506)         | Anna van Foix-Candale (1484-1506) | Anna van Foix-Candale (1484-1506) | Anna van Foix-Candale (1484-1506) | Anna van Foix-Candale (1484-1506) |                                   |                                   | Filips de Schone (1478-1506)     | Filips de Schone (1478-1506)     | Filips de Schone (1478-1506)     | Filips de Schone (1478-1506)     | Filips de Schone (1478-1506)     | Filips de Schone (1478-1506)     |  |  | Johanna van Castilië (1479-1555)     | Johanna van Castilië (1479-1555)     | Johanna van Castilië (1479-1555)     | Johanna van Castilië (1479-1555)     | Johanna van Castilië (1479-1555)     | Johanna van Castilië (1479-1555)     |                              |                              | Emanuel I van Portugal (1469-1521) | Emanuel I van Portugal (1469-1521) | Emanuel I van Portugal (1469-1521) | Emanuel I van Portugal (1469-1521) | Emanuel I van Portugal (1469-1521) | Emanuel I van Portugal (1469-1521) |                                   |                                   | Maria van Aragon (1482-1517)               | Maria van Aragon (1482-1517)               | Maria van Aragon (1482-1517)               | Maria van Aragon (1482-1517)               | Maria van Aragon (1482-1517)               | Maria van Aragon (1482-1517)               |  |  |                                     |                                     |                                     |                                     |                                     |                                     |
|                                         |                                         |                                         |                                         |                                           |                                           |                                           |                                           |                                           |                                           |                                   |                                   |                                   |                                   |                                   |                                   |                                  |                                  |                                  |                                  |                                  |                                  |  |  |                                      |                                      |                                      |                                      |                                      |                                      |                              |                              |                                    |                                    |                                    |                                    |                                    |                                    |                                   |                                   |                                            |                                            |                                            |                                            |                                            |                                            |  |  |                                     |                                     |                                     |                                     |                                     |                                     |
|                                         |                                         |                                         |                                         |                                           |                                           |                                           |                                           |                                           |                                           |                                   |                                   |                                   |                                   |                                   |                                   |                                  |                                  |                                  |                                  |                                  |                                  |  |  |                                      |                                      |                                      |                                      |                                      |                                      |                              |                              |                                    |                                    |                                    |                                    |                                    |                                    |                                   |                                   |                                            |                                            |                                            |                                            |                                            |                                            |  |  |                                     |                                     |                                     |                                     |                                     |                                     |
|                                         |                                         |                                         |                                         | Anna van Bohemen en Hongarije (1503-1547) | Anna van Bohemen en Hongarije (1503-1547) | Anna van Bohemen en Hongarije (1503-1547) | Anna van Bohemen en Hongarije (1503-1547) | Anna van Bohemen en Hongarije (1503-1547) | Anna van Bohemen en Hongarije (1503-1547) |                                   |                                   |                                   |                                   |                                   |                                   | Keizer Ferdinand I (1503-1564)   | Keizer Ferdinand I (1503-1564)   | Keizer Ferdinand I (1503-1564)   | Keizer Ferdinand I (1503-1564)   | Keizer Ferdinand I (1503-1564)   | Keizer Ferdinand I (1503-1564)   |  |  | Keizer Karel V (1500-1558)           | Keizer Karel V (1500-1558)           | Keizer Karel V (1500-1558)           | Keizer Karel V (1500-1558)           | Keizer Karel V (1500-1558)           | Keizer Karel V (1500-1558)           |                              |                              |                                    |                                    |                                    |                                    | Isabella van Portugal (1503-1539)  | Isabella van Portugal (1503-1539)  | Isabella van Portugal (1503-1539) | Isabella van Portugal (1503-1539) | Isabella van Portugal (1503-1539)          | Isabella van Portugal (1503-1539)          |                                            |                                            |                                            |                                            |  |  |                                     |                                     |                                     |                                     |                                     |                                     |
|                                         |                                         |                                         |                                         | Anna van Bohemen en Hongarije (1503-1547) | Anna van Bohemen en Hongarije (1503-1547) | Anna van Bohemen en Hongarije (1503-1547) | Anna van Bohemen en Hongarije (1503-1547) | Anna van Bohemen en Hongarije (1503-1547) | Anna van Bohemen en Hongarije (1503-1547) |                                   |                                   |                                   |                                   |                                   |                                   | Keizer Ferdinand I (1503-1564)   | Keizer Ferdinand I (1503-1564)   | Keizer Ferdinand I (1503-1564)   | Keizer Ferdinand I (1503-1564)   | Keizer Ferdinand I (1503-1564)   | Keizer Ferdinand I (1503-1564)   |  |  | Keizer Karel V (1500-1558)           | Keizer Karel V (1500-1558)           | Keizer Karel V (1500-1558)           | Keizer Karel V (1500-1558)           | Keizer Karel V (1500-1558)           | Keizer Karel V (1500-1558)           |                              |                              |                                    |                                    |                                    |                                    | Isabella van Portugal (1503-1539)  | Isabella van Portugal (1503-1539)  | Isabella van Portugal (1503-1539) | Isabella van Portugal (1503-1539) | Isabella van Portugal (1503-1539)          | Isabella van Portugal (1503-1539)          |                                            |                                            |                                            |                                            |  |  |                                     |                                     |                                     |                                     |                                     |                                     |
|                                         |                                         |                                         |                                         |                                           |                                           |                                           |                                           |                                           |                                           | Keizer Maximiliaan II (1527-1576) | Keizer Maximiliaan II (1527-1576) | Keizer Maximiliaan II (1527-1576) | Keizer Maximiliaan II (1527-1576) | Keizer Maximiliaan II (1527-1576) | Keizer Maximiliaan II (1527-1576) |                                  |                                  |                                  |                                  |                                  |                                  |  |  |                                      |                                      |                                      |                                      |                                      |                                      | Maria van Spanje (1528-1603) | Maria van Spanje (1528-1603) | Maria van Spanje (1528-1603)       | Maria van Spanje (1528-1603)       | Maria van Spanje (1528-1603)       | Maria van Spanje (1528-1603)       |                                    |                                    |                                   |                                   |                                            |                                            |                                            |                                            |                                            |                                            |  |  |                                     |                                     |                                     |                                     |                                     |                                     |
|                                         |                                         |                                         |                                         |                                           |                                           |                                           |                                           |                                           |                                           | Keizer Maximiliaan II (1527-1576) | Keizer Maximiliaan II (1527-1576) | Keizer Maximiliaan II (1527-1576) | Keizer Maximiliaan II (1527-1576) | Keizer Maximiliaan II (1527-1576) | Keizer Maximiliaan II (1527-1576) |                                  |                                  |                                  |                                  |                                  |                                  |  |  |                                      |                                      |                                      |                                      |                                      |                                      | Maria van Spanje (1528-1603) | Maria van Spanje (1528-1603) | Maria van Spanje (1528-1603)       | Maria van Spanje (1528-1603)       | Maria van Spanje (1528-1603)       | Maria van Spanje (1528-1603)       |                                    |                                    |                                   |                                   |                                            |                                            |                                            |                                            |                                            |                                            |  |  |                                     |                                     |                                     |                                     |                                     |                                     |
|                                         |                                         |                                         |                                         |                                           |                                           |                                           |                                           |                                           |                                           |                                   |                                   |                                   |                                   |                                   |                                   |                                  |                                  |                                  |                                  |                                  |                                  |  |  |                                      |                                      |                                      |                                      |                                      |                                      |                              |                              |                                    |                                    |                                    |                                    |                                    |                                    |                                   |                                   |                                            |                                            |                                            |                                            |                                            |                                            |  |  |                                     |                                     |                                     |                                     |                                     |                                     |
|                                         |                                         |                                         |                                         |                                           |                                           |                                           |                                           |                                           |                                           |                                   |                                   |                                   |                                   |                                   |                                   |                                  |                                  |                                  |                                  |                                  |                                  |  |  |                                      |                                      |                                      |                                      |                                      |                                      |                              |                              |                                    |                                    |                                    |                                    |                                    |                                    |                                   |                                   |                                            |                                            |                                            |                                            |                                            |                                            |  |  |                                     |                                     |                                     |                                     |                                     |                                     |
| Anna van Oostenrijk (1549-1580)         | Anna van Oostenrijk (1549-1580)         | Anna van Oostenrijk (1549-1580)         | Anna van Oostenrijk (1549-1580)         | Anna van Oostenrijk (1549-1580)           | Anna van Oostenrijk (1549-1580)           |                                           |                                           | Keizer Rudolf II (1552-1612)              | Keizer Rudolf II (1552-1612)              | Keizer Rudolf II (1552-1612)      | Keizer Rudolf II (1552-1612)      | Keizer Rudolf II (1552-1612)      | Keizer Rudolf II (1552-1612)      |                                   |                                   | Ernst van Oostenrijk (1553-1595) | Ernst van Oostenrijk (1553-1595) | Ernst van Oostenrijk (1553-1595) | Ernst van Oostenrijk (1553-1595) | Ernst van Oostenrijk (1553-1595) | Ernst van Oostenrijk (1553-1595) |  |  | Elisabeth van Oostenrijk (1554-1592) | Elisabeth van Oostenrijk (1554-1592) | Elisabeth van Oostenrijk (1554-1592) | Elisabeth van Oostenrijk (1554-1592) | Elisabeth van Oostenrijk (1554-1592) | Elisabeth van Oostenrijk (1554-1592) |                              |                              | Keizer Matthias (1557-1619)        | Keizer Matthias (1557-1619)        | Keizer Matthias (1557-1619)        | Keizer Matthias (1557-1619)        | Keizer Matthias (1557-1619)        | Keizer Matthias (1557-1619)        |                                   |                                   | Maximiliaan III van Oostenrijk (1558-1618) | Maximiliaan III van Oostenrijk (1558-1618) | Maximiliaan III van Oostenrijk (1558-1618) | Maximiliaan III van Oostenrijk (1558-1618) | Maximiliaan III van Oostenrijk (1558-1618) | Maximiliaan III van Oostenrijk (1558-1618) |  |  | Albrecht van Oostenrijk (1559-1521) | Albrecht van Oostenrijk (1559-1521) | Albrecht van Oostenrijk (1559-1521) | Albrecht van Oostenrijk (1559-1521) | Albrecht van Oostenrijk (1559-1521) | Albrecht van Oostenrijk (1559-1521) |